# Худякова Наталя Юріївна
Ната́ля Ю́ріївна Худяко́ва (8 лютого 1985, м. Бровари, УРСР) — українська плавчиня вільного стилю.

## Життєпис
Наталя виступала за Україну у трьох змаганнях з плавання на літніх Олімпійських іграх у Пекіні 2008 року. Готуючись до Олімпійських ігор, вона підтвердила час B-стандарту FINA — 2:02.88 (200 метрів вільним стилем) на EDF Swimming Open у Парижі та 4:19.67 (400 метрів вільним стилем) на Універсіаді в Бангкоку, Таїланд. Наталія Худякова також об'єдналася із Дариною Степанюк, Катериною Дікіджі та Ганною Дзеркаль у естафеті 4 × 100 м вільним стилем.
На 400 метрах вільним стилем Наталія змагалася із шістьма плавцями, в тому числі із дворазовою Олімпійською чемпіонкою Голдою Маркус із Сальвадору. У третьому запливі, 200 м вільним стилем, Наталія Худякова встановила особистий рекорд 2:02.27, випередивши плавчиню із Таїланду Natthanan Junkrajang на 0,61 секунди. Наталія не змогла вийти у півфінал, адже зайняла тридцять п'яте місце в загальному заліку в кваліфікації.